# Yuka Katō
Yuka Katō (加藤ゆか?, Katō Yuka; Toyokawa, 30 ottobre 1986) è un'ex nuotatrice giapponese.

## Carriera
Specializzata nei misti, ha vinto la medaglia di bronzo nella staffetta 4x100m misti alle Olimpiadi di Londra 2012.

## Palmarès
- Giochi olimpici

Londra 2012: bronzo nella 4x100m misti.
- Giochi PanPacifici

Irvine 2010: bronzo nella 4x100m misti.
- Giochi Asiatici

Canton 2010: argento nei 50m farfalla e nella 4x100m misti e bronzo nei 100m farfalla.